# كروان الماء رفيع المنقار
كروان  الماء  رفيع  المنقار (الاسم العلمي: Numenius  tenuirostris) (بالإنجليزية: Slenderbilled  Curlew)‏  هو طائر  ينتمي إلى طيطوي وشنقب Scolopacidae(فصيلة: Scolopacidae).